# Озеро Тахо (фильм)
«Озеро Тахо» — мексиканский фильм режиссёра Фернандо Эймбке.

## Сюжет
Молодой Хуан (Диего Катаньо), разбив машину и оставив её на обочине, ищет в пустынном городе, кого-нибудь, способного её завести. Он ищет долго, но напрасно. Все мастерские, как сговорившись, закрыты. Неудача постигает его, когда в последней мастерской странный старик принимает его за вора. Поставив перед ним своего пса, старик пытается вызвать полицию, но у него ничего не выходит. Он отпускает парня и даёт ему дельный совет насчёт детали, которую нужно заменить в машине. Теперь Хуан бродит по городской пустыне в поисках распределителя. Магазин найден, но странная продавщица Лусия (Даниела Валентине) ничем не может помочь в отсутствие хозяина, парня по имени Давид (Хуан Карлос Лара). Опять не попав в нужное время и место, Хуан садится на крыльцо с продавщицей, ожидая Давида. Так или иначе, но все чувствуют симпатию к немногословному Хуану, и Давид приглашает его к себе домой на завтрак. В фильме много повторов и дежавю, создающих особую атмосферу замкнутости действия. Во время завтрака мать Давида пытается навязать религиозную тему, а сам Давид помешан на фильмах с восточными единоборствами и относится к Хуану больше как другу, чем клиенту. Хуан сбегает из их дома. По мере развития событий оказывается, что Хуан только что потерял отца, а мать в глубокой депрессии, о чём Хуан никому не говорит. Давид помогает починить машину, незаметно сняв нужную деталь с автомобиля знакомых Хуана. Лусия приглашает Хуана к себе в дом посидеть вечер со своим ребёнком, а старик просит выгулять своего сторожевого пса. Собака убегает, но вдвоём они находят её, и старик оставляет её у новых хозяев. Хуан выполняет все просьбы и получает выход своей скорби, спрятанной внутри. Проведя ночь у Лусии, утром он возвращается домой. Видит спящую мать и маленького брата, закрывшегося в шкафу. Они готовят блины, «как это делал папа по утрам». Отрывают наклейку «Lake Tahoe» с капота автомобиля и вклеивают в тетрадку с фотографиями, сделанную младшим братом в память об отце.

## Награды
- Премия «Золотой Ариэль» (2009).
- Премия «Серебряный Ариэль» в категории Лучший режиссёр, Лучший актёр второго плана (2009).
- Приз Майауэль на Международном кинофестивале в Гвадалахаре (2008).
- Приз Альфреда Бауэра и премия ФИПРЕССИ на Берлинском международном кинофестивале (2008).
- Золотая Индия Каталина в категории Лучший фильм, Лучшая кинематография, Лучший сценарий (2009).
- Особый приз ФИПРЕССИ Каннского кинофестиваля .